# 佐藤信吉
佐藤 信吉（さとう しんきち、1911年 - 2004年）は、日本の経営学者。横浜国立大学名誉教授。日本経営数学会名誉会長。

## 人物・経歴
神奈川県出身。1935年東京商科大学（現一橋大学）学部卒業。1942年山口高等商業学校教授。1950年横浜国立大学経済学部助教授。
1951年久武雅夫らと商業数学研究会（のちの日本経営数学会）を設立。1952年横浜国立大学経済学部教授、企業会計審議会臨時委員。1958年論文「単利計算の数理的研究」で名古屋大学より経済学博士の学位を取得。
1963年に横浜国立大学経済学部が経済学科と経営学科の2学科制になると、経営学科の教授に就任。1967年に経営学部が新設されると同教授に就任。
1973年には横浜国立大学経営学部長に就任した。退官後、横浜国立大学名誉教授、日本経営数学会名誉会長。1983年勲二等瑞宝章受章。2004年正四位。

## 著書
- 『経済学・統計学研究のための微分積分学』同文館 1948年
- 『商業数学』春秋社 1949年
- 『会計数理の実務演習』春秋社 1951年
- 『会計数理と利廻計算』森山書店 1962年
- 『単利計算の理論と応用 : ホフマン法による損害賠償額算定の基礎』春秋社 1963年
- 『人身事故の賠償計算』日本経済新聞社 1969年
- 『総合減価償却論』東洋経済新報社 1985年
- "The theory of composite depreciation" Toyo Keizai Printing 1991年

### 編書
- 『金利計算諸表』春秋社 1949年
- 『経営数学 : ビジネス・マセマティックス』（久武雅夫と共編）青林書院 1960年
- 『経営数学小辞典』（久武雅夫と共編著）中央経済社 1970年